# Галимов, Шамиль Загирович
Шами́ль Заги́рович Гали́мов (21 января 1925, Свияжск — 24 июля 1998, Архангельск) — советский литературовед, кандидат филологических наук (1955), профессор Архангельского государственного педагогического института им. М. В. Ломоносова, где более 40 лет преподавал на кафедре литературы. Известный исследователь литературы Севера, исследователь творчества Фёдора Абрамова, автор первой монографии о нём.

## Биография
Родился 21 января 1925 года в городе Свияжске Татарской АССР, в 1937 году семья переехала на родину матери в Архангельск.
Начало войны встретил школьником. Окончив архангельскую среднюю школу № 6 в 1942 году, до призыва в армию полгода служил матросом на плавучем маяке «Северодвинский» в Белом море.
Старший его брат погиб в феврале 1943 года под Ленинградом во время прорыва блокады, отец умер от воспаления лёгких в голодном и холодном Архангельске.

### Великая Отечественная война
В январе 1943 года призван в РККА, курсант военно-пулемётного училища; выпущен досрочно в связи с массовой мобилизацией на фронт.
На фронте с августа 1943 года — рядовой, телефонист в только что сформированном 1703-м зенитно-артиллерийском полку 12-го танкового корпуса 3-й танковой армии. Уже через месяц, в июле 1943 года, за участие в Курской битве полк был произведён в гвардейский со сменой нумерации на 286-й.

12 октября 1943 года, форсируя Днепр в среднем его течении в районе гор. Переяславль и продвинувшись на 16 км, тов. Галимов под ураганным ружейно-артиллерийским огнём противника поддерживал бесперебойную связь батареи со штабом полка, исправляя повреждённую снарядами линию связи был ранен.— Из наградного листа на медаль «За отвагу»
В боях на Днепре осколками снарядов тяжело ранен в левую руку, в 18 лет стал инвалидом (полная несгибаемость пальцев левой руки), после госпиталя демобилизован в 1944 году.
Награждён медалью «За отвагу» (1945) и орденом Отечественной войны I степени (1985).

### После войны
В 1944 году, вернувшись в Архангельск, поступил в Архангельский педагогический института им. М. В. Ломоносова, окончив который, в 1948 году начал работать учителем в средней школе № 19 Архангельска.
В 1952 году поступил в аспирантуру Ленинградского университета и в 1955 году защитил кандидатскую диссертацию на тему «Поэзия Демьяна Бедного периода гражданской войны».
С 1955 года и до конца жизни — более 40 лет — преподаватель кафедры литературы Архангельского педагогического института им. М. В. Ломоносова.

…именно Шамиль Загирович Галимов для многих из нас стал тем, кого в жизни называют Учителем. Лекций его мы ждали, как ждут встречи с тем, кто многое в сей жизни понял, о многом передумал и у кого нет просто слов — есть мысль, есть выстраданное собственное отношение к жизни, человеку, искусству. Он понимал, что русский человек никогда не удовлетворится только эстетическим отношением к литературе, что в сознании русского человека нельзя развести по разные стороны культуру и нравственность. Словом, он говорил с нами о том, о чем мы слышать хотели: о правде и лжи, о поступке и трусости, о праве на выбор и достоинстве личности… — О. М. Суханова, выпускница пединститута 1968 года, учительница средней школы посёлка Уемский, Заслуженный учитель школы Российской Федерации (1996)

Это был не просто преподаватель, а учитель. Мне посчастливилось бывать в его доме: как принимали, как вкусно угощали, и всегда Шамиль Загирович провожал до остановки автобуса.— О. А. Баёва, выпускница пединститута 1984 года, учитель русского языка и литературы школы № 2 города Онеги
Одновременно занимался литературной критикой и литературоведением: ещё учась в институте, начал сотрудничать с областной газетой «Правда Севера», где познакомился с её главным редактором Г. Суфтиным, писателями К. Коничевым и Е. Коковиным. Писал стихи, написал книгу прозы, Член Союза писателей СССР (1973). Награждён орденом «Знак Почеёта» (1982).
Умер 24 июля 1998 года, похоронен в Архангельске на Вологодском кладбище.

## Писатель
Автор стихов, которые печатались в областной газете «Правда Севера», но в прозе оставил только один рассказ и одну книгу.
Рассказ «Свет маяка» — воспоминания о том, как в войну в 1942 году 16-летним мальчишкой служил на плавучем маяке, охранявшем подступы к Архангельску.
Книга «Костры над плесами. Записки рыболова» была издана в 1969 году. Книга получила широкую известность среди любителей рыбалки.

В книге восторг перед величием Северной Двины, перед неповторимыми красками беломорской природы добрососедствует с искрометным юмором, утверждая непреходящую радость самого бытия.— Николай Журавлёв, поэт и писатель, руководитель Архангельской областной писательской организации

Попытка изобразить человека среди природы предпринята в книге. Начинающий рыболов найдет в ней немало теоретически обоснованных и проверенных практикой полезных советов. В книге рассыпано много веселых рыбацких рассказов. «Костры над плесами» проникнуты поэзией постоянного общения с природой, дарующего человеку ощущение полноты жизни.— журнал «Север», 1970 год

## Литературовед
Автор девяти книг и более сотни работ о творчестве многих северных писателей, а также о русских прозаиках и поэтах, судьба которых была связана с Архангельским Севером.
Статьи публиковались как в региональном журнале «Север», так и ведущих центральных журналах «Вопросы литературы», «Литературное обозрение», «Москва», «Октябрь».

#### Исследование творчества Фёдора Абрамова
Особое место среди работ Ш. З. Галимова занимает монография «Фёдор Абрамов. Творчество, личность», вышедшая в 1989 году.
Ш. З. Галимов познакомился с Фёдором Абрамовым в 1952 году, затем они много переписывались до конца жизни писателя.
В 1970 году рецензия Ш. З. Галимова на повесть Абрамова «Пелагея» сыграла роль в поддержке писателя:

Дорогой Шамиль! Рецензия преотличная! Люся прочитала ее первой, тотчас же позвонила мне из Ленинграда (я сейчас в Комарове). Она в восторге. И мне тоже понравилось. Особенно я оценил твою мысль насчет моего оптимизма. По-моему, это так. Ну, а что касается трактовки Паладьи — это просто смело! … Не буду скрывать от тебя: мне сейчас трудно, меня опять долбают… и твоя рецензия во всех смыслах — поддержка. В общем — выручил.— из письма Фёдора Абрамова от 24 января 1970 года
В 1976 году сборник рассказов Фёдора Абрамова вышел с предисловием Ш. З. Галимова, писатель об этой работе сказал: «По-моему, это лучшее из всего того, что написано о моих рассказах».
К работе Ш. З. Галимова над монографией о себе Фёдор Абрамов отнёсся положительно, и даже другим исследователям отказал в материале.

### Литературоведческие труды
- Творческий путь Демьяна Бедного. — Архангельск: [б. и.], 1956. — 31 с.
- Александр Блок. — Архангельск: [б. и.], 1958. — 22 с.
- Аркадий Гайдар в Архангельске. — Архангельск: Арханг. кн. изд-во, 1962. — 59 с.
- Чувство времени: сборник статей. — Архангельск: Сев.-Зап. кн. изд-во, 1966. — 268 с.
- Закалка таланта (об «архангельском периоде» Александра Серафимовича). — Архангельск: Сев.-Зап. кн. изд-во, 1972. — 224 с.
- Противостояние: статьи о современной литературе. — Архангельск: Сев.-Зап. кн. изд-во, 1976. — 207 с.
- Сердцем и именем: советская поэтическая Лениниана. 1917—1970. — Архангельск: [б. и.], 1981. — 240 с.
- Уроки человечности: литература и Север. — Архангельск: Сев.-Зап. кн. изд-во, 1984. — 335 с.
- Фёдор Абрамов: творчество, личность. — Архангельск: Сев.-Зап. кн. изд-во, 1989. — 251 с.